# Рейлінги

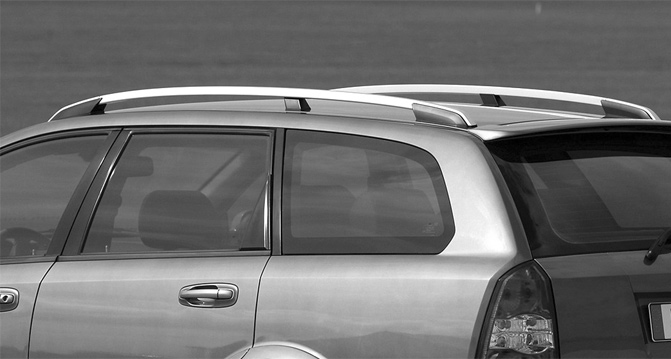
Рейлінги на даху автомобіля

Рейлінги (від анг. railing) — Назва цього обладунку сучасного автомобіля прийшла до нас з берегів туманного Альбіону. Дослівно з англійської перекладається як перила (бильця, поруччя), рейка, перекладина. Найчастіше можна зустріти й невірні написання слова «рейлінг» — «релінг» або «реллінг».
Призначення рейлінгів — установка і надійне фіксування на даху авто автомобільних багажників з обтічними (аеродинамічними) або стандартними (з прямокутним перетином) поперечинами. В іншому випадку необхідно використовувати багажниками зі спеціальними «лапами», що фіксують багажну систему в арках дверних отворів. Для автомобілів з панорамним склом інших варіантів кріплення багажної системи, як саме на рейлінги, просто не існує.
Рейлінги на даху дозволяють у разі потреби швидко закріпити багажник на даху, при цьому вони жодним чином не псують зовнішній вигляд машини, навпаки надаючи їй елемент завершеності і спортивності, а також виконують роль додаткового силового елементу кузова авто.
Рейлінг складається, як правило, з декількох елементів. У класичному варіанті рейлінг складається з: основної труби, утримувачів-опор, — по обидва боки труби, — а найчастіше рейлінги мають і третю опору, іноді — заглушок, які вставляються в обидва боки труби. Основним елементом рейлінга автомобіля є труба. Діаметр труб для виготовлення рейлінгів може бути різним. Але часто зустрічаються, і знаходять більше застосування, рейлінги, що складаються з труб діаметром 25 мм, 32 мм, 40 мм, 42.4 мм, 51 мм. Труби рейлінга можуть бути різними так само і за довжиною. Профіль труб сучасних авто найчастіше буває еліпсоподібний, що додає більшої конструктивної міцності.
Рейлінги бувають просвітні й інтегровані.
Інтегровані рейлінги — це суцільна рейка, що кріпиться до даху автомобіля, щільно прилягаючи нижньою основою, без опор. Відповідно, вона повторює вигини профілю даху. Бічна частина таких рейлінгів має спеціальний паз для фіксації затискувачів поперечин багажника.

## Які бувають рейлінги?
Рейлінги бувають: модельні (оригінальні) і універсальні. Перевага модельних — вони виготовлені для певного автомобіля. Закріплюються такі рейлінги в спеціально підготовлені заводом-виробником місця. Матеріал профілю: алюміній. Кінцевики (опори) бувають: пластиковими і металевими.
За типом розміщення розрізняють поперечні і поздовжні рейлінги. Останні можуть мати дві, три або чотири точки кріплення до даху автомобіля.
За зовнішнім виглядом рейлінги також відрізняються. Існують рейлінги блискучі зі сталі, є чорні сталеві, алюмінієві (з анодованого або лакованого алюмінію), також є якісний сірий і чорний пластик. Існують як поздовжні так і поперечні рейлінги, — вони відрізняються місцем монтажу та функціональним призначенням.
Для того, щоб рейлінги могли експлуатуватися протягом тривалого терміну, їх поверхню покривають спеціальним порошковим фарбуванням, яке надійно захищає їхню поверхню від руйнівного впливу вологи.
Рейлінги на даху жодним чином не погіршують зовнішній вигляд екстер'єру автомобіля, а лише доповнюють його, а якщо мова йде про універсал або позашляховик, то рейлінги є безпосереднім символом даних транспортних засобів. Також, завдяки рейлінгам Ви зможете візуально підняти свою машину, що буде мати більш потужний вигляд.